# Pierre Chartrand
Pierre Chartrand est un danseur, gigueur, chorégraphe, enseignant en danse, maître à danser, câlleur et ethnologue en danse, basé à Montréal, au Québec. Il s'intéresse aux danses traditionnelles ou anciennes du Québec et d'Europe. Il publie des articles dans le Bulletin Mnémo, en lien avec ses recherches en histoire, ethnologie et ethnochoréologie.

## Biographie
Pierre Chartrand intègre l’Ensemble national de folklore Les Sortilèges en 1971.  
Il complète une maîtrise en danse à la Sorbonne en 1990, et publie son mémoire de maîtrise, intitulé Gigue et revivalisme au Québec : l'exemple du brandy. Il fonde le Centre Mnémo l'année suivante à Drummondville, en collaboration avec la Compagnie de danse Mackinaw, le Mondial des cultures et la Maison des arts Desjardins Drummondville (auparavant Centre culturel de Drummondville). Il s'agit d'un centre d'archives faisant la conservation, la promotion et la diffusion de la danse et de la musique traditionnelles du Québec. À la même époque, il enseigne au baccalauréat en danse à l'Université du Québec à Montréal et est l'un des initiateurs du programme en musique traditionnelle au Cégep de Lanaudière à Joliette, en plus d'y enseigner,.  
En 2000, il cofonde la compagnie Danse Cadence aux côtés d'Anne-Marie Cardette, consacrée à la danse traditionnelle québécoise et aux danses anciennes.  
De 2015 à 2019, il assure la présidence du Conseil québécois du patrimoine vivant. Durant son mandat, il participe notamment à l'élaboration de la politique de développement culturel et du plan d'action en patrimoine 2017-2022 de la ville de Montréal, au moyen de la publication d'un mémoire.  
Pierre Chartrand s'est produit dans plusieurs festivals. En 2022, il participe notamment au festival la Virée Trad à Carleton-sur-Mer. Il participe aussi au Festival Trad Montréal, coordonné par EspaceTrad, organisme qu'il co-préside. 

## Prix et distinctions
En 1997, il remporte une médaille en danse traditionnelle aux Jeux de la francophonie, avec Normand Legault,.  
Il reçoit le Prix de la meilleure chorégraphie par le Independent Reviewers Of New England en 2005. 

## Publications
- 2001 : « La gigue québécoise », dans Cap-aux-Diamants
- 2002 : « La pratique de la danse traditionnelle, d’hier à aujourd’hui », dans Cap-aux-Diamants
- 2004 : « VOYER, SIMONNE, La Gigue, danse de pas. Sainte-Foy, Éditions GID, 2003, 133 p.  (ISBN 2-922668-31-2) », dans Rabaska
- 2005 : « Qui trop embrasse mal étreint : les arts éphémères noyés dans le patrimoine immatériel », dans Rabaska
- 2008-2009 : « La gigue québécoise dans la marge de celle des Îles Britanniques », dans Port-Acadie
- 2013 : « Guilcher, Jean-Michel. Danse traditionnelle et anciens milieux ruraux français. Tradition, histoire, société. Paris, L'Harmattan, “ Ethnomusicologie et anthropologie musicale de l'espace français ”, 2009, 318 p.  (ISBN 978-2-296-08258-8) », dans Rabaska
- 2014 : « Du folklore au patrimoine danses et musiques trad au XXIe siècle », dans Cap-aux-Diamants
- 2015 : « Marius Barbeau et la danse », dans Rabaska
- 2022 : « La gigue québécoise » dans Culture Trad Québec